# 尾高城
尾高城（おだかじょう）は、鳥取県米子市尾高にあった中世の日本の城（平山城）。別名泉山城（いずみやまじょう）。国の史跡に指定されている。

## 概要
標高40メートルの河岸段丘上にあり、背後に大山、眼前に箕蚊屋（みのかや）平野が広がる。戦国時代、西伯耆の要衝であり、尼子氏と毛利氏の争乱の舞台となった。
米子勤労総合福祉センター「米子ハイツ」建設に先立ち、昭和49年（1974年）から発掘調査が実施された。出土遺物は13世紀から16世紀にかけての、輸入・国産陶磁器類、古銭、笄、刀子などである。戦国時代の西伯耆の中核的な城跡として、一部は保存整備され、米子市の史跡に指定されている。令和4年（2022年）からの発掘調査では、本丸と二の丸に石垣があることが判明し、石垣の調査を終えた後に国指定史跡とすべく整備を行う予定となっている。

## 歴史
- 弘安年間 - 発掘調査等でこの時代の居館跡や建物跡が発見されており、鎌倉時代後期には在地の領主の居館であったと推定されている
- 大永4年（1524年）4月5日 - 大永の五月崩れによって落城、尼子氏の支配となる。城主行松正盛は流浪し、尼子方の吉田光倫が城主となる（『伯耆民談記』）
- 永禄5年（1562年） - 毛利氏の尼子氏攻略に伴い、行松正盛が再び城主となる
- 永禄6年（1563年） - 行松正盛が病死し、毛利家臣の杉原盛重が城主となる
- 永禄12年（1569年）6月 - 尼子氏再興軍山中幸盛らにより、一時城を奪われる（『陰徳太平記』）
- 天正9年（1581年）12月25日 - 杉原盛重、八橋城において没す（家督は嫡男元盛）（『伯耆民談記』）
- 天正10年（1582年） - 伯耆国佐陀（現在の米子市淀江町佐陀）に在る杉原景盛、兄の元盛を謀殺する
- 天正10年（1582年）8月16日 - 杉原景盛、毛利氏に攻められ戦死。吉田元重、尾高城在番となる
- 慶長6年（1601年） - 伯耆国領主中村一忠、一時尾高城に入るが、米子城へ移り、廃城となる
- 昭和52年（1977年）4月1日、米子市指定史跡に指定。
- 令和6年（2024年）2月21日、国の史跡に指定。

## 構造
昭和49年（1974年）から昭和54年（1979年）にかけて実施された発掘調査では、土塁、堀のほか、井戸跡、建物跡などが確認され、南大首の郭内では空堀に面して配置された櫓跡と考えられる掘立柱建物跡が確認される。また、南大首の堀外からは、尾高城成立に関わる鎌倉時代の在地領主の館跡と推定される建物跡が確認されている。
空堀と土塁によって、8つの郭（曲輪:くるわ）を連ねる。郭は、字名の残る本丸、二の丸、中ノ丸、天神丸、南大首郭、越ノ前郭のほかに、Ⅳ郭、方形館跡がある。
- 本丸 - 西に平野を望む位置にある。平野に91×41メートルの規模をもち、南と東・西に土塁を設ける。土塁は最高所で高さ4メートルを測る。2023年の調査によって、石垣が使用されていることが判明した。
- 二の丸 - 本丸の北、城の北端に位置する。51×34メートルの規模をもち、東側に土塁を設ける。ここで杉原景盛が兄の杉原元盛を暗殺したと伝わる。2023年の調査によって、本丸同様、石垣が使用されていることが判明した。
- 中ノ丸 - 本丸の南に位置する。47×37メートルの規模をもち、東と南に土塁、北と西側に腰曲輪を設ける。
- Ⅳ郭 - 中ノ丸と天神丸の間に位置するが、名称は不詳。20×12メートルの規模をもち、東側に土塁が残る。
- 天神丸 - 城の南端に位置する。70×65メートルの規模をもち、東と南に土塁が巡っていた。内部に井戸が検出されている。
- 南大首（みなみおおくび）郭 - 天神丸の北に位置する。60×40メートルの規模をもち、東と南側に土塁が巡っていた。内部西側に櫓跡が検出されている。
- 方形館跡 - 本丸の東、南大首郭と越ノ前郭の間に位置する。69×56メートルの規模をもち、東と南・北に土塁を巡らせ、西側切岸下に伝倉庫跡を設ける。鎌倉時代頃には、この部分が本城であったと推測される。
- 越ノ前郭 - 方形館跡の北、城の北東端に位置する。60×55メートルの規模をもつ。